# Korzenie (obwód brzeski)
Korzenie (biał. Карані, Karani; ros. Корени, Korieni) – wieś na Białorusi, w obwodzie brzeskim, w rejonie lachowickim, w sielsowiecie Nowosiółki.

## Historia
W dwudziestoleciu międzywojennym leżały w Polsce, w województwie nowogródzkim, w powiecie baranowickim, w gminie Darewo. W 1921 miejscowość liczyła 150 mieszkańców, zamieszkałych w 28 budynkach, wyłącznie Białorusinów wyznania prawosławnego.
Po II wojnie światowej w granicach Związku Sowieckiego. Od 1991 w niepodległej Białorusi.